# Marion (Kansas)
Pour les articles homonymes, voir Marion.
La ville de Marion est le siège du comté de Marion, situé dans le Kansas, aux États-Unis.